# Zebralo

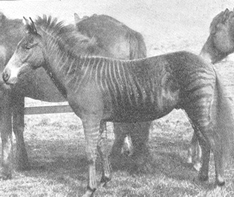
Zebralo em 1899.

Um cebrallo ou zebralo é um híbrido de uma égua com um macho de zebra, Tal como outros híbridos entre espécies diferentes, é estéril.
Sua aparência é mais para um cavalo do que a uma zebra, mas ao contrário destes, se distingue pela sua listras, visível nas pernas, e que, muitas vezes também tem, na parte de trás do pescoço para cima e os flancos.
Ambos, os cavalos e zebras, pertencem à genus Equus, o que pode ser cruzada entre si para produzir híbridos. Todos eles diferem ligeiramente em sua herança genética. Um cavalo tem 64 cromossomos, ao passo que uma zebra tem 32, 44 ou 46, dependendo da espécie;Equus zebra (2 subespécies), Equus quagga com 4 subespécies  e Equus grevyi com uma.  A maior parte dos zebralos tem 54 cromossomos (64 x 44).

## Estudos
Cossar Ewart, professor de História Natural em Edimburgo (1882-1927) e um geneticista perpicaz, apareó uma zebra com um cavalo do sexo masculino e outra égua cavalo, com o tem a intenção de investigar a teoria de telegonía. Para esta experiência éguas usada para raça árabe. Similar experimentos foram conduzidos até mais tarde os E.U. governo.
Normalmente para este cruzamento é utilizada o tipo de zebra de Grevy , e éguas que viveram juntos, para que possam aceitar-se mutuamente, algo que está ausente na natureza.
Os cavalos estavam autorizados a cruzar com qualquer tipo de equino, mas normalmente escolhe uma égua para este tipo de cruzamentos e híbridos de que qualquer espécie, e são mais semelhantes ao que o pai do que a mãe.

### Características
As zebras são animais selvagens e indomáveis-de ser, e eles enviam ao seus filhos os seus instintos selvagens e, embora geralmente não são tão fortes e agressivos. Como resultado, zebralos também tem um temperamento forte e podem ser agressivos.

## Criação
Atualmente é levantada como uma raridade, principalmente nos Estados Unidos, para aquelas pessoas que querem se vangloriar de ter animais raros e únicos.